# Park Chan-wook
Pak Chan-uk (Seúl, 23 de agosto de 1963), a menudo llamado Park Chan-wook o Chan-wook Park, es un director, guionista y productor de cine surcoreano. Uno de los cineastas más aclamados y populares de su país natal, Park es más conocido por sus películas Thirst (2009), La doncella (2016) y la denominada Trilogía de la venganza, integrada por Sympathy for Mr. Vengeance (2002), Oldboy (2003) y Lady Vengeance (2005). Sus películas se caracterizan por sus encuadres exactos, el humor negro y, a menudo, los temas violentos.

## Biografía
Park nació y creció en Seúl, y realizó estudios universitarios en el Departamento de Filosofía de la Universidad de Sogang, donde inició un club cinematográfico llamado "Comunidad fílmica de Sogang", y publicó diversos artículos sobre cine contemporáneo. Originalmente, deseaba ser un crítico de arte, pero después de ver Vértigo, tomó la resolución de convertirse en cineasta. Tras graduarse, escribió artículos sobre el cine para periódicos, y pronto se convirtió en asistente de dirección de películas como Khamdong, dirigida por Yu Yeong-Jin y A Sketch of a Rainy Day (1988), dirigida por Kwak Jae-yong.
En 1992 escribió y dirigió su primera película, Moon is the Sun's Dream, seguida de Saminjo (Trío) en 1997 y del cortometraje Simpan (Judgment) en 1999. Ninguna de estas películas tuvo mucho éxito, ni comercial ni entre la crítica, por lo que optó por dedicarse a la crítica de cine para ganarse el sustento.
En el 2000, dirigió Joint Security Area, la cual tuvo un importante éxito comercial y crítico, incluso sobrepasando a Shiri, de Kang Je-gyu, como la película de producción surcoreana más vista, y su éxito catapultó a Park rápidamente al estrellato, lo que le otorgó la libertad creativa suficiente para producir su siguiente película: Sympathy for Mr. Vengeance (2002), con la que inició lo que después se conocería como su Trilogía de la venganza.
Después de ganar el Grand Prix en el Festival de Cannes del 2004, por Oldboy, un periodista le preguntó la razón de que en sus películas la venganza fuera un tema recurrente, a lo que Park contestó señalando que había decidido hacer tres producciones consecutivas que tuvieran la venganza como tema central, y añadió que sus películas tratan sobre su completa futilidad y de cómo esta causa estragos en las vidas de todos los que intervienen.
En una entrevista en 2004, por el Hollywood Reporter, Park citó a Sófocles, Shakespeare, Kafka, Dostoyevski, Balzac y Kurt Vonnegut como las principales influencias en su carrera.
Su trilogía de la venganza no estaba contemplada originalmente como tal, y se compuso finalmente de Sympathy for Mr. Vengeance (2002), Oldboy (2003) y Lady Vengeance, la cual se estrenó en 2005. Ese mismo año, dirigió y escribió su propia historia de terror [Cut] de la película Saam gaang yi [Three Extremes; Tres Extremos en español]. La historia trata de la perfecta vida de un director de cine que se torna una pesadilla cuando uno de los extras de su película secuestra a su esposa y amenaza con cortarle todos los dedos a menos que el realizador mate a un niño. Una historia de envidias y venganzas que cambiará la vida del protagonista sea cual sea su decisión.
A pesar de la extrema violencia de algunas de sus películas, Park es considerado como uno de los directores más populares en Corea.
Además de ser director de cine y guionista, Park también es un crítico de cine, con diversas publicaciones a su nombre.
El director de cine americano Quentin Tarantino es un fan declarado de Park. Como presidente del jurado en el Festival de Cannes de 2004, presionó para que Oldboy fuera galardonada con la Palma de Oro (la cual fue otorgada a Fahrenheit 9/11 de Michael Moore). Finalmente, Oldboy obtuvo el Gran Premio del Jurado, el segundo galardón más importante a competición. Tarantino también considera a Joint Security Area, la cuarta película de Park, como una de las veinte mejores películas producidas desde 1992.
En 2006, Park fue miembro del Jurado de la sección oficial, de la 63.ª edición del Festival Internacional de Cine de Venecia.
En febrero de 2007, fue recipiendario del premio Alfred Bauer en la 57.ª edición del Festival Internacional de Cine de Berlín. El premio, cuyo nombre se debe al fundador del festival y que se otorga a cintas que destacan por abrir nuevas perspectivas, fue otorgado a Park, por su película I'm a Cyborg, But That's OK.
En 2009, Park dirigió su primera película de vampiros, Thirst, protagonizada por Song Kang Ho, la cual obtuvo el premio del jurado, junto con Fish Tank, dirigida por Andrea Arnold, en el festival de Cannes de 2009.
En 2011, Park dijo que su nuevo cortometraje de fantasía y horror, Paranmanjang (Night Fishing), fue filmado completamente en un iPhone. La película fue codirigida con su hermano menor, Park Chan-kyong, quien no tenía experiencia previa en dirección cinematográfica. Night fishing fue galardonada con el Oso de Oro al mejor cortometraje en la Berlinale de 2011.
En 2013, Park realizó Lazos perversos (2013), su primera película enteramente en inglés, protagonizada por Mia Wasikowska, Matthew Goode y Nicole Kidman. Con esta cinta, comentó que aprendió a acelerar el proceso de producción para poder concluir la filmación en tan solo cuatrocientas ochenta horas. Aunque Park habla inglés, utilizó a un intérprete en el set. En cuanto a las razones por las que le atrajo el guion de esta película (escrito por Wentworth Miller), Park declaró que "No era un guion que tratara de explicar todo, sino que dejaba muchas cuestiones abiertas a interpretación, lo que lleva a la audiencia a buscar respuestas por sí misma, y eso es lo que me gustó de este guion (...) me gusta contar grandes historias a través de pequeños mundos creados artificialmente". En marzo de 2013, Park apareció en un panel de discusión de su película Lazos perversos, llevado a cabo en la Galería Freer del Museo Smithsoniano de Arte Asiático.
En 2014, Park dirigió un cortometraje comisionado por la marca de lujo Ermenegildo Zegna, coescrito por él mismo, Ayako Fujitani, Chung Chung-hoon y Michael Werwie, musicalizado por Clint Mansell y con las actuaciones de Jack Huston y Daniel Wu. Este cortometraje fue previamente proyectado en los festivales internacionales de cine de Roma y de Busan.
En septiembre del mismo año, se anunció que Park adaptaría la novela histórica criminal de Sarah Waters Falsa identidad. La producción del largometraje comenzó a mediados de 2015 y concluyó el 31 de octubre del mismo año. La película terminó siendo La doncella y se estrenó con excelentes críticas en el Festival de Cannes de 2016, en donde, Seong-hie Ryu obtuvo, por esta película, el Prix Vulcain en artes técnicas. En el festival, también estuvo nominada a la Palma de Oro y a la Queer Palm. La cinta obtuvo tres galardones en los Premios de Cine de Buil: mejor película, según los lectores, mejor actriz para Tae-ri Kim y mejor dirección artística para Seong-hie Ryu. La doncella tuvo buenos resultados en taquilla en diversos países como Córea del Sur, Estados Unidos y Reino Unido.
En octubre de 2014 se anunció que Park había sido contratado para dirigir la película de ciencia ficción sobre cambio de cuerpos, Second Born.
En 2016 firmó junto con Lee Kyoung-mi el guion de la película de suspenso The Truth Beneath, dirigida por esta última.
En octubre de 2020 comenzó el rodaje de su siguiente largometraje, Decision to Leave, una historia que mezcla el misterio y el romance alrededor de un detective de policía que investiga un posible asesinato y empieza a concebir tanto sospechas como atracción por la viuda del fallecido. La postproducción de la película se prolongó por todo 2021, mientras había incertidumbre sobre la fecha de estreno. Finalmente este se produjo en el Festival de Cannes, el 23 de mayo de 2022, donde recibió el premio al mejor director. El estreno en Corea del Sur llegó el 29 de junio del mismo año, y su distribuidora CJ ENM anunció que ya antes del estreno en Cannes la película se había vendido en 192 países del mundo.
Mientras tanto, entre el 1 de octubre y el 19 de diciembre de 2021 el director realizó su primera exposición de fotografía individual en la galería Gukje de Busan.

## Filmografía

### Largometrajes
- 1992 The Moon is the Sun's Dream
- 1997 Saminjo
- 2000 Joint Security Area
- 2002 Sympathy for Mr. Vengeance (primera película de la trilogía de la venganza)
- 2003 Oldboy (segunda película de la trilogía de la venganza)
- 2005 Lady Vengeance (tercera película de la trilogía de la venganza)
- 2007 I'm a Cyborg, But That's OK
- 2009 Thirst
- 2012 Stoker
- 2016 La doncella
- 2022 Decision to Leave

### Cortometrajes
- 1999 Judgment
- 2003 If You Were Me (segmento Never Ending Peace And Love)
- 2004 Three... Extremes (segmento "Cut")
- 2011 Night fishing
- 2011 60 Seconds of Solitude in Year Zero (segmento "Cut")
- 2013 Day Trip
- 2013 V (video musical de Lee Jung-hyun)
- 2014 A Rose Reborn
- 2017 Decades Apart

### Televisión
2018 The Little Drummer Girl

## Premios y distinciones
Festival Internacional de Cine de Cannes
| Año  | Categoría              | Película | Resultado |
| ---- | ---------------------- | -------- | --------- |
| 2004 | Gran Premio del Jurado | Oldboy   | Ganador   |
| 2009 | Premio del Jurado      | Bakjwi   | Ganador   |

Festival Internacional de Cine de Venecia
| Año  | Categoría                      | Película                    | Resultado |
| ---- | ------------------------------ | --------------------------- | --------- |
| 2005 | Pequeño León de Oro            | Sympathy for Lady Vengeance | Ganador   |
| 2005 | Premio Cine joven-Alternatives | Sympathy for Lady Vengeance | Ganador   |
| 2005 | Premio 'CinemAvvenire'         | Sympathy for Lady Vengeance | Ganador   |

| Año  | Premio                      | Categoría                                    | Película          | Resultado | Ref.          |
| ---- | --------------------------- | -------------------------------------------- | ----------------- | --------- | ------------- |
| 2017 | Asian Film Awards           | Mejor guion (compartido con Chung Seo-kyung) | La doncella       | Nominado  | [ 11 ]        |
| 2017 | Baeksang Arts Awards        | Grand Prize                                  | La doncella       | Ganador   | [ 12 ] [ 13 ] |
| 2017 | Baeksang Arts Awards        | Mejor película                               | La doncella       | Nominado  | [ 12 ] [ 13 ] |
| 2017 | Baeksang Arts Awards        | Mejor director                               | La doncella       | Nominado  | [ 12 ] [ 13 ] |
| 2017 | Baeksang Arts Awards        | Mejor guion (compartido con Chung Seo-kyung) | La doncella       | Nominado  | [ 12 ] [ 13 ] |
| 2017 | Satellite Awards            | Mejor película en lengua extranjera          | La doncella       | Nominado  | [ 14 ]        |
| 2017 | Saturn Awards               | Mejor película internacional                 | La doncella       | Ganador   | [ 15 ]        |
| 2018 | British Academy Film Awards | Mejor película de lengua no inglesa          | La doncella       | Ganador   | [ 16 ]        |
| 2022 | Festival de Cannes          | Palme d'Or                                   | Decision to Leave | Nominado  | [ 17 ] [ 18 ] |
| 2022 | Festival de Cannes          | Mejor director                               | Decision to Leave | Ganadora  | [ 17 ] [ 18 ] |
| 2022 | Chunsa Film Art Awards 2022 | Mejor director                               | Decision to Leave | Pendiente | [ 19 ]        |
| 2022 | 31st Buil Film Awards       | Mejor director                               | Decision to Leave | Pendiente | [ 20 ]        |